# Grb Zagrebačke županije
Grb Zagrebačke županije je grb koji se podijeljen na 5 dijelova. U središnjem dijelu grba nalazi se izvor koji simbolizira izvor Manduševac koji se nekada nalazio na središnjem zagrebačkom trgu. Ostali elementi na grbu se temelje na grbovima Hrvatske (šahirani grb), Slavonije (kuna) i Dalmacije (leopard). Zeleno-bijele linije u donjem lijevom dijelu predstavljaju rijeke Savu i Kupa, a to se tako tumači još od vremena kada je carica Marija Terezija dodijelila po prvi put grb županiji. Linije su tada bile valovite.